# コマンダン・デュキン (通報艦)
コマンダン・デュキン（フランス語：Commandant Ducuing, F 795）は、フランス海軍のデスティエンヌ・ドルヴ級通報艦15番艦。艦名は第二次世界大戦で戦死したフェルディナン・デュキン海軍中佐（Ferdinand Ducuing）に由来する。

## 艦歴
「コマンダン・デュキン」は、DCNロリアン工廠で建造され1980年10月1日に起工、1981年9月26日に進水、1983年3月17日に就役する。
1988年8月17日にサン＝ラフェル（fr:Saint-Raphaël）と命名都市の関係を結んでいる。「コマンダン・デュキン」はトゥーロンに配備され海外領土や経済水域の警備の他に、潜水艦部隊の支援や法執行活動および救難を担当し海洋における諸任務に当たる。
1998年から1999年にかけては主に地中海で行動する。2000年3月、地中海での演習を終え、エリトリア情勢の悪化に伴いホル・アンガル作戦（Khor Angar）のため紅海方面に展開、5月にサウジアラビアを訪問する。2001年12月1日、不朽の自由作戦におけるヘラクレス作戦のため第473任務部隊に属しインド洋に展開する。2004年12月にはカタールと海上阻止行動の合同演習を実施する。2005年10月にはグルジア・バトゥミ入りし合同演習を行なう。
2007年11月から2008年に2月にかけて世界食糧計画によるソマリア難民向け援助食糧を輸送する船団を護衛する任務に就く。ソマリア沖ではソマリア沖の海賊による被害が増加傾向にあり、9月25日の第62回国連総会にてニコラ・サルコジ大統領は船団護衛のため約2ヶ月間にわたり護衛部隊を派遣することを提案した。これを受けて海軍は本艦は「F792 プルミエ＝メートル・レール」と共に10月15日にトゥーロンを出港し11月16日にケニア・モンバサを出港し第1回目の護衛を開始する。翌2008年2月2日にデンマーク海軍に任務を引き継ぐ。
2008年10月にアルジェリアと合同でエル・メド08演習（EL MED 08）を実施する。2009年1月から4月にかけてはアタランタ作戦に参加するためアデン湾に向かう。2月には海上自衛隊「AOE-422 とわだ」から洋上補給を受ける。4月にはソマリア沖2009年4月10日の事件において人質救出活動に参加する。ソマリア沖での任務を終え、5月11日から22日までアレクサンドリア沖にてエジプト軍と合同でクレオパトラ演習を実施する。